# 魯內·亞爾斯坦
魯內·亞爾斯坦（挪威語：Rune Jarstein；1984年9月29日—）是一位挪威足球運動員。在場上的位置是守門員。他也代表挪威國家足球隊參賽。

## 外部連結
- Profile （页面存档备份，存于） at RBKweb.no
- 魯內·亞爾斯坦在 National-Football-Teams.com 上的出场纪录